# Segerkegle
 Der er for få eller ingen kildehenvisninger i denne artikel, hvilket er et problem. Du kan hjælpe ved at angive troværdige kilder til de påstande, som fremføres i artiklen.

En segerkegle er et redskab til at måle temperaturen i en keramisk ovn. Keglerne, der er små, lidt kantede toppe, kan enten placeres i en klat ler eller være udformet med et fodstykke. De består af sammenklæbet glasurpulver med en nøje specificeret sammensætning. Inden for glasurkemi er det muligt at beregne ganske præcist, ved hvilken temperatur en given glasurblanding vil begynde at smelte. Når keglen er bøjet ned, er den angivne temperatur nået. 
Skal man brænde til en given temperatur, vil man anbringe tre (eller flere) segerkegler ved siden af hinanden ud for et kighul i ovnen, således at de skråner let (gør det tydeligere at se, når de begynder at blive bløde). Den ene har et smeltepunkt lige under den krævede temperatur, den anden har den krævede temperatur og den tredje har et smeltepunkt, der ligger lidt over. Når man ved passende mellemrum fjerner proppen i kighullet og kigger på keglerne, kan man se, dels når man nærmer sig den ønskede temperatur (første kegle bøjer), dels når man rammer den ønskede temperatur. Den tredje kegle fungerer som kontrol for, om man har opnået en for høj temperatur under brændingen.
Selv om ovnen er udstyret med et pyrometer, kan man stadig have brug for segerkegler til at kontrollere pyrometrets visning. 
Segerkegler er opkaldt efter opfinderen, den tyske keramiker Hermann Seger.